# Търговия на дребно в специализирани магазини с текстил, железария, стоки за обзавеждане и битови електроуреди
Търговия на дребно в специализирани магазини с текстил, железария, стоки за обзавеждане и битови електроуреди е отрасъл на икономиката в Статистическата класификация на икономическите дейности за Европейската общност, подразделение на търговията на дребно без търговия с автомобили и мотоциклети.
Той включва дейността на специализирани магазини за стоки за домакинството, като текстил (различен от облекло), железария, обзавеждане, стенни и подови покрития, битови електроуреди и други.
В България към 2107 година секторът има обем на продажбите около 3,3 милиарда лева, в него са заети към 31 000 души, а най-големите предприятия са „Технополис България“, „Зора – М. М. С.“, „Практикер Ритейл“ и „Хаус Маркет България“.